# Lecteria retrorsa
Lecteria retrorsa är en tvåvingeart som beskrevs av Alexander 1969. Lecteria retrorsa ingår i släktet Lecteria och familjen småharkrankar.
Artens utbredningsområde är Colombia. Inga underarter finns listade i Catalogue of Life.